# Dominic Thiem
Dominic Thiem (ur. 3 września 1993 w Wiener Neustadt) – austriacki tenisista, zwycięzca wielkoszlemowego US Open 2020, reprezentant w Pucharze Davisa.
Najwyżej sklasyfikowany w rankingu ATP Tour w singlu był na 3. miejscu (2 marca 2020), a w deblu na 67. miejscu (7 października 2019).

## Kariera tenisowa

### Kariera juniorska
W 2011 roku osiągnął finał rywalizacji w grze pojedynczej w wielkoszlemowym French Open. W meczu o mistrzostwo przegrał z Bjornem Fratangelem wynikiem 6:3, 3:6, 6:8.
Notowany na drugim miejscu w rankingu łączonym (3 stycznia 2011).

### Kariera zawodowa

#### Sezon 2013
Austriak osiągnął dwa ćwierćfinały zawodów rangi ATP World Tour – w Kitzbühel i Wiedniu. W pierwszym przegrał z Albertem Montañésem 4:6, 3:6, a w drugim uległ najwyżej rozstawionemu Jo-Wilfriedowi Tsondze 4:6, 6:3, 7:6(3).

#### Sezon 2014
Na początku sierpnia awansował do finału rozgrywek ATP World Tour w Kitzbühel. Wyeliminował m.in. Marcela Granollersa i Juana Mónaco, natomiast przegrał z Davidem Goffinem. Podczas US Open osiągnął 4. rundę, pokonując m.in. rozstawionych Ernestsa Gulbisa i Feliciana Lópeza.

#### Sezon 2015
W maju Thiem wygrał zawody ATP World Tour w Nicei. Wyeliminował m.in. w ćwierćfinale Ernestsa Gulbisa, w półfinale Johna Isnera, a w finale wynikiem 6:7(8), 7:5, 7:6(2) Leonarda Mayera. W lipcu tegoż roku wygrał turniej w Umagu, w finale pokonując João Sousę 6:4, 6:1. Tydzień później, dokładnie rok po osiągnięciu pierwszego finału kategorii ATP World Tour 250 ponownie zmierzył się z Davidem Goffinem w meczu mistrzowskim – tym razem w Gstaad Thiem pokonał Belga 7:5, 6:2.

#### Sezon 2016
W kolejnym sezonie Austriak wygrał w sumie 4 singlowe turnieje i 2 razy był finalistą. W grze podwójnej został finalistą w Kitzbühel. Swój najlepszy rezultat w sezonie ustanowił podczas French Open, dochodząc do półfinału w którym uległ Novakowi Đokoviciowi. Dzięki m.in. temu wynikowi zakwalifikował się do turnieju ATP World Tour Finals, kończąc swój udział po meczach grupowych.

#### Sezon 2017
W lutym Thiem zwyciężył w turnieju rozgrywanym w Rio de Janeiro, pokonując w meczu mistrzowskim Pabla Carreño-Bustę 7:5, 6:4. Dwa miesiące później zagrał w finale turnieju w Barcelonie, gdzie przegrał z reprezentantem gospodarzy, Rafaelem Nadalem. Taki sam los spotkał Austriaka w maju w Madrycie. W Rzymie udało mu się pokonać Hiszpana, chociaż w półfinale uległ Novakowi Đokoviciowi. Z kolei podczas French Open Thiem pokonał Serba, ale w półfinale przegrał z Nadalem.

#### Sezon 2018 – finał French Open
W sezonie 2018 Thiem doszedł jako drugi Austriak do wielkoszlemowego finału, po Thomasie Musterze, który zagrał w finale French Open 1995. W ćwierćfinale Thiem pokonał Alexandra Zvereva (nr 3. ATP); finał przegrał w trzech setach z Rafaelem Nadalem. Thiem awansował także do ćwierćfinału US Open, ponosząc porażkę ponownie z Nadalem.
Po raz drugi z rzędu Austriak został finalistą w Madrycie, gdzie uległ Alexandrowi Zverevowi. W ćwierćfinale wygrał rywalizację z Rafaelem Nadalem, przerywając Hiszpanowi serię 21 kolejnych zwycięstw i 50 z rzędu wygranych setów na nawierzchni ziemnej.
Austriak został mistrzem trzech turniejów w sezonie. W lutym bez straty seta zwyciężył w Buenos Aires, w maju w Lyonie, a we wrześniu w Petersburgu. Finałowy mecz w Lyonie z Gillesem Simonem był zwycięstwem nr 200 w karierze Austriaka. Triumf w Petersburgu był jego pierwszym w hali.
Na koniec sezonu zagrał w ATP Finals, kończąc udział po meczach grupowych z jednym zwycięstwem przy dwóch porażkach.
Podczas ostatniego notowania ATP w roku 2018 był na 8. miejscu.

#### Sezon 2019 – drugi finał French Open i tytuł ATP Tour Masters 1000
Thiem po raz drugi z rzędu został finalistą French Open. Ćwierćfinał zakończył zwycięstwem nad Alexandrem Zverevem, a półfinał nad liderem rankingu Novakiem Đokoviciem, któremu zakończył serię 26 meczów bez porażki w Wielkim Szlemie. Pojedynek o tytuł przegrał w czterech setach z Rafaelem Nadalem.
W marcu zwyciężył po raz pierwszy w karierze w zawodach ATP Tour Masters 1000, w Indian Wells, pokonując w ostatnim meczu 3:6, 6:3, 7:5 Rogera Federera. Był to pierwszy tytuł w rozgrywkach tej kategorii dla tenisisty reprezentującego Austrię od marca 1997, gdy Thomas Muster wygrał w Miami. W pozostałych turniejach Masters 1000 najdalej awansował do półfinału w Madrycie, eliminując w ćwierćfinale Federera i broniąc dwóch piłek meczowych.
Oprócz tytułu w Indian Wells Thiem wygrał cztery inne trofea. W kwietniu był najlepszy w Barcelonie, gdzie pokonał w półfinale Rafaela Nadala. Został drugim tenisistą, obok Novaka Đokovicia, z czterema lub więcej wygranymi z Nadalem na kortach ziemnych. Kolejny zwycięski turniej Thiem rozegrał w sierpniu w Kitzbühel, kończąc rywalizację bez straconego seta. W październiku triumfował w Pekinie i Wiedniu. Puchar w Pekinie wywalczył m.in. po półfinałowej grze z Karenem Chaczanowem, z którym przegrywał 2:6, 3:5, by ostatecznie awansować dalej z wynikiem 2:6, 7:6(5), 7:5.
Turniej ATP Finals rozpoczął od pokonania Rogera Faderera i Novaka Đokovicia, dzięki czemu zakwalifikował się do półfinału, w którym wyeliminował Alexandra Zvereva. W finale zmierzył się ze Stefanosem Tsitsipasem, ulegając Grekowi 7:6(6), 2:6, 6:7(4).
W rankingu ATP na koniec roku Thiem zajął 4. miejsce.

## Statystyki

### Finały w turniejach ATP Tour
| Legenda                                      |
| -------------------------------------------- |
| Wielki Szlem                                 |
| Igrzyska olimpijskie                         |
| Tennis Masters Cup / ATP Finals              |
| ATP Masters Series / ATP Tour Masters 1000   |
| ATP International Series Gold / ATP Tour 500 |
| ATP International Series / ATP Tour 250      |

#### Gra pojedyncza (17–11)
| Końcowy wynik | Nr  | Data                 | Turniej                    | Nawierzchnia  | Przeciwnik            | Wynik finału               |
| ------------- | --- | -------------------- | -------------------------- | ------------- | --------------------- | -------------------------- |
| Finalista     | 1.  | 2 sierpnia 2014      | Kitzbühel                  | Ceglana       | David Goffin          | 6:4, 1:6, 3:6              |
| Zwycięzca     | 1.  | 23 maja 2015         | Nicea                      | Ceglana       | Leonardo Mayer        | 6:7(8), 7:5, 7:6(2)        |
| Zwycięzca     | 2.  | 26 lipca 2015        | Umag                       | Ceglana       | João Sousa            | 6:4, 6:1                   |
| Zwycięzca     | 3.  | 2 sierpnia 2015      | Gstaad                     | Ceglana       | David Goffin          | 7:5, 6:2                   |
| Zwycięzca     | 4.  | 14 lutego 2016       | Buenos Aires               | Ceglana       | Nicolás Almagro       | 7:6(2), 3:6, 7:6(4)        |
| Zwycięzca     | 5.  | 27 lutego 2016       | Acapulco                   | Twarda        | Bernard Tomic         | 7:6(6), 4:6, 6:3           |
| Finalista     | 2.  | 1 maja 2016          | Monachium                  | Ceglana       | Philipp Kohlschreiber | 6:7(7), 6:4, 6:7(4)        |
| Zwycięzca     | 6.  | 21 maja 2016         | Nicea                      | Ceglana       | Alexander Zverev      | 6:4, 3:6, 6:0              |
| Zwycięzca     | 7.  | 12 czerwca 2016      | Stuttgart                  | Trawiasta     | Philipp Kohlschreiber | 6:7(2), 6:4, 6:4           |
| Finalista     | 3.  | 25 września 2016     | Metz                       | Twarda (hala) | Lucas Pouille         | 6:7(5), 2:6                |
| Zwycięzca     | 8.  | 26 lutego 2017       | Rio de Janeiro             | Ceglana       | Pablo Carreño-Busta   | 7:5, 6:4                   |
| Finalista     | 4.  | 30 kwietnia 2017     | Barcelona                  | Ceglana       | Rafael Nadal          | 4:6, 1:6                   |
| Finalista     | 5.  | 14 maja 2017         | Madryt                     | Ceglana       | Rafael Nadal          | 6:7(8), 4:6                |
| Zwycięzca     | 9.  | 18 lutego 2018       | Buenos Aires               | Ceglana       | Aljaž Bedene          | 6:2, 6:4                   |
| Finalista     | 6.  | 13 maja 2018         | Madryt                     | Ceglana       | Alexander Zverev      | 4:6, 4:6                   |
| Zwycięzca     | 10. | 26 maja 2018         | Lyon                       | Ceglana       | Gilles Simon          | 3:6, 7:6(1), 6:1           |
| Finalista     | 7.  | 10 czerwca 2018      | French Open, Paryż         | Ceglana       | Rafael Nadal          | 4:6, 3:6, 2:6              |
| Zwycięzca     | 11. | 23 września 2018     | Petersburg                 | Twarda (hala) | Martin Kližan         | 6:3, 6:1                   |
| Zwycięzca     | 12. | 17 marca 2019        | Indian Wells               | Twarda        | Roger Federer         | 3:6, 6:3, 7:5              |
| Zwycięzca     | 13. | 28 kwietnia 2019     | Barcelona                  | Ceglana       | Daniił Miedwiediew    | 6:4, 6:0                   |
| Finalista     | 8.  | 9 czerwca 2019       | French Open, Paryż         | Ceglana       | Rafael Nadal          | 3:6, 7:5, 1:6, 1:6         |
| Zwycięzca     | 14. | 3 sierpnia 2019      | Kitzbühel                  | Ceglana       | Albert Ramos-Viñolas  | 7:6(0), 6:1                |
| Zwycięzca     | 15. | 6 października 2019  | Pekin                      | Twarda        | Stefanos Tsitsipas    | 3:6, 6:4, 6:1              |
| Zwycięzca     | 16. | 27 października 2019 | Wiedeń                     | Twarda (hala) | Diego Schwartzman     | 3:6, 6:4, 6:3              |
| Finalista     | 9.  | 9 listopada 2019     | Londyn                     | Twarda (hala) | Stefanos Tsitsipas    | 7:6(6), 2:6, 6:7(4)        |
| Finalista     | 10. | 2 lutego 2020        | Australian Open, Melbourne | Twarda        | Novak Đoković         | 4:6, 6:4, 6:2, 3:6, 4:6    |
| Zwycięzca     | 17. | 13 września 2020     | US Open, Nowy Jork         | Twarda        | Alexander Zverev      | 2:6, 4:6, 6:4, 6:3, 7:6(6) |
| Finalista     | 11. | 22 listopada 2020    | Londyn                     | Twarda (hala) | Daniił Miedwiediew    | 6:4, 6:7(2), 4:6           |

#### Gra podwójna (0–3)
| Końcowy wynik | Nr | Data           | Turniej      | Nawierzchnia | Partner           | Przeciwnicy                      | Wynik finału   |
| ------------- | -- | -------------- | ------------ | ------------ | ----------------- | -------------------------------- | -------------- |
| Finalista     | 1. | 24 lipca 2016  | Kitzbühel    | Ceglana      | Dennis Novak      | Wesley Koolhof Matwé Middelkoop  | 2:6, 6:3, 9–11 |
| Finalista     | 2. | 17 lutego 2019 | Buenos Aires | Ceglana      | Diego Schwartzman | Máximo González Horacio Zeballos | 1:6, 1:6       |
| Finalista     | 3. | 12 maja 2019   | Madryt       | Ceglana      | Diego Schwartzman | Jean-Julien Rojer Horia Tecău    | 2:6, 3:6       |

### Osiągnięcia w turniejach Wielkiego Szlema i ATP Tour Masters 1000 (gra pojedyncza)
| Turniej                  | 2013         | 2014         | 2015         | 2016         | 2017         | 2018         | 2019         | 2020         | 2021         | 2022         | 2023         | Wygrane turnieje | Bilans w turnieju |
| Wielki Szlem             | Wielki Szlem | Wielki Szlem | Wielki Szlem | Wielki Szlem | Wielki Szlem | Wielki Szlem | Wielki Szlem | Wielki Szlem | Wielki Szlem | Wielki Szlem | Wielki Szlem | Wielki Szlem     | Wielki Szlem      |
| ------------------------ | ------------ | ------------ | ------------ | ------------ | ------------ | ------------ | ------------ | ------------ | ------------ | ------------ | ------------ | ---------------- | ----------------- |
| Australian Open          | –            | 2R           | 1R           | 3R           | 4R           | 4R           | 2R           | F            | 4R           | –            | 1R           | 0 / 9            | 19–9              |
| French Open              | –            | 2R           | 2R           | SF           | SF           | F            | F            | QF           | 1R           | 1R           | 1R           | 0 / 10           | 28–10             |
| Wimbledon                | –            | 1R           | 2R           | 2R           | 4R           | 1R           | 1R           | NH           | –            | –            | 1R           | 0 / 7            | 5–7               |
| US Open                  | –            | 4R           | 3R           | 4R           | 4R           | QF           | 1R           | W            | –            | 1R           | 2R           | 1 / 9            | 23–8              |
| Bilans spotkań           | 0–0          | 5–4          | 4–4          | 11–4         | 14–4         | 13–4         | 7–4          | 17–2         | 3–2          | 0–2          | 1–4          | N/A              | 75–34             |
| ATP Finals               |              |              |              |              |              |              |              |              |              |              |              |                  |                   |
| ATP Finals               | –            | –            | –            | RR           | RR           | RR           | F            | F            | –            | –            |              | 0 / 5            | 9–10              |
| ATP Tour Masters 1000    |              |              |              |              |              |              |              |              |              |              |              |                  |                   |
| Indian Wells             | –            | 3R           | 1R           | 4R           | QF           | 3R           | W            | NH           | –            | –            | 1R           | 1 / 7            | 13–6              |
| Miami                    | –            | 2R           | QF           | 4R           | 2R           | –            | 2R           | NH           | –            | –            | 1R           | 0 / 6            | 7–6               |
| Monte Carlo              | –            | 1R           | 1R           | 3R           | 3R           | QF           | 3R           | NH           | –            | –            | 2R           | 0 / 7            | 7–7               |
| Madryt                   | –            | 3R           | –            | 1R           | F            | F            | SF           | NH           | SF           | 1R           | 2R           | 0 / 8            | 17–7              |
| Rzym                     | –            | –            | 3R           | QF           | SF           | 2R           | 2R           | –            | 3R           | 1R           | –            | 0 / 7            | 9–7               |
| Montreal/Toronto         | –            | 1R           | 1R           | 2R           | 2R           | 2R           | QF           | NH           | –            | –            | –            | 0 / 6            | 2–6               |
| Cincinnati               | –            | 1R           | 1R           | QF           | QF           | –            | –            | 2R           | –            | –            | –            | 0 / 5            | 3–5               |
| Szanghaj                 | –            | 2R           | 2R           | –            | 2R           | 2R           | QF           | NH           | NH           | NH           |              | 0 / 5            | 4–5               |
| Paryż                    | –            | 2R           | 2R           | 2R           | 3R           | SF           | 3R           | –            | –            | –            |              | 0 / 6            | 7–6               |
| Bilans spotkań           | 0–0          | 7–7          | 8–8          | 10–8         | 14–9         | 10–7         | 14–7         | 0–1          | 4–2          | 0–2          | 2-4          | N/A              | 69–55             |
| Ranking na koniec sezonu |              |              |              |              |              |              |              |              |              |              |              |                  |                   |
|                          | 139          | 39           | 20           | 8            | 5            | 8            | 4            | 3            | 15           | 106          |              | N/A              | N/A               |

Legenda
     W, wygrał turniej
     F, przegrał w finale
     SF, przegrał w półfinale
     QF, przegrał w ćwierćfinale
     4R, 3R, 2R, 1R przegrał w IV, III, II, I rundzie
     RR, odpadł w fazie grupowej
     –, nie startował w turnieju głównym
     NH, turniej nie odbył się

### Finały w juniorskich turniejach wielkoszlemowych

#### Gra pojedyncza (0–1)
| Końcowy wynik | Nr | Data           | Turniej     | Nawierzchnia | Przeciwnik       | Wynik finału  |
| ------------- | -- | -------------- | ----------- | ------------ | ---------------- | ------------- |
| Finalista     | 1. | 5 czerwca 2011 | French Open | Ceglana      | Bjorn Fratangelo | 6:3, 3:6, 6:8 |